# Platycheirus scutatus
Platycheirus scutatus là một loài ruồi trong họ Ruồi giả ong (Syrphidae). Loài này được Meigen mô tả khoa học đầu tiên năm 1822. Platycheirus scutatus phân bố ở vùng Cổ Bắc giới